# Aphonopelma odelli
Aphonopelma odelli là một loài nhện trong họ Theraphosidae.
Loài này thuộc chi Aphonopelma. Aphonopelma odelli được miêu tả năm 1995 bởi Smith.